# NGC 428
NGC 428 là một thiên hà xoắn ốc có rào chắn trong chòm sao Kình Ngư, với cấu trúc xoắn ốc bị biến dạng và cong vênh, có thể là kết quả của sự va chạm của hai thiên hà.  Dường như có một lượng đáng kể sự hình thành sao xảy ra trong NGC 428 và thiếu các nhánh được xác định rõ - một dấu hiệu nhận biết về sự hợp nhất của thiên hà.  Vào năm 2015, Kính thiên văn vũ trụ Hubble đã chụp cận cảnh thiên hà bằng Máy ảnh nâng cao để khảo sát và Máy ảnh hành tinh rộng và hành tinh rộng 2 của nó.  Cấu trúc của NGC 428 đã được so sánh với NGC 5645.

## Khám phá

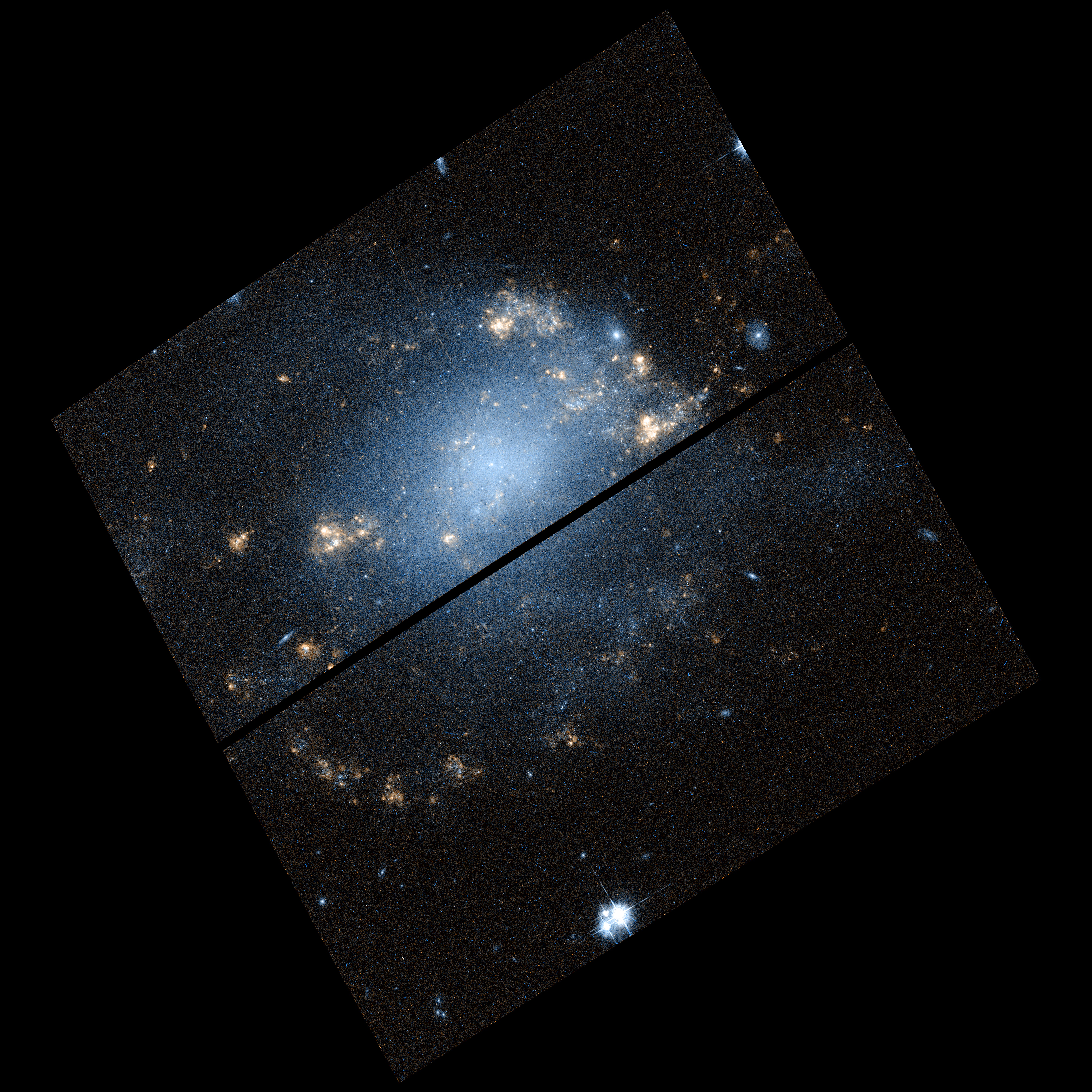
NGC428 bằng Kính viễn vọng Không gian Hubble

NGC 428 được phát hiện bởi William Herschel vào tháng 12 năm 1786.  Một siêu tân tinh loại Ia SN2013ct được phát hiện vào ngày 11 tháng 5 năm 2013, trong phạm vi thiên hà bởi Stuart Parker thuộc dự án Tìm kiếm siêu tân tinh sân sau (BOSS) ở Úc và New Zealand.
Người hút thuốc và cộng sự. báo cáo vào năm 1996 trên trường NGC 428, với đuôi HI và lùn LSB 0110 + 008, đánh giá các đặc tính hình thành sao dựa trên sự phân bố mật độ phân tử và kết luận rằng sự hình thành đuôi rất có thể bắt nguồn từ tương tác thủy triều giữa hai thiên hà.